# On the Night
On the Night — второй концертный альбом британской рок-группы Dire Straits, выпущенный в 1993 году, между двумя другими концертными дисками — Alchemy (1984) и Live at the BBC (издан в 1995 году, но записан гораздо раньше).
On the Night содержит многие известные хиты группы, в том числе синглы «Walk of Life» и «Money for Nothing». Материал альбома представляет собой набор песен записанных во время двух отдельных шоу турне On Every Street.
В музыкальном плане, альбом демонстрирует виртуозность участников Dire Straits. Помимо этого, он наглядно передаёт техническое мастерство приглашённых музыкантов — слайд-гитариста Пола Франклина, а также саксофониста Криса Уайта.

## Об обложке
На оригинальной обложке альбома изображены антенны радиотелескопов (Very Large Array /Очень Большой Массив, Сверхбольшой массив) — массив из 27 радиотелескопов в штате Нью Мексико, США. Координаты: 34°04′43.49″ с. ш. 107°37′05.81″ з. д.

## Список композиций
Все песни написаны Марком Нопфлером, за исключением отмеченных.

### Альбомная версия
1. «Calling Elvis» — 10:25
2. «Walk of Life» — 5:06
3. «Heavy Fuel» — 5:23
4. «Romeo and Juliet» — 10:05
5. «Private Investigations» — 9:43
6. «Your Latest Trick» — 5:35
7. «On Every Street» — 7:01
8. «You and Your Friend» — 6:48
9. «Money for Nothing» (Марк Нопфлер, Стинг) — 6:28
10. «Brothers in Arms» — 8:54

### Видео и DVD версия
1. «Calling Elvis»
2. «Walk of Life»
3. «Heavy Fuel»
4. «Romeo and Juliet»
5. «The Bug»
6. «Private Investigations»
7. «Your Latest Trick»
8. «On Every Street»
9. «You and Your Friend»
10. «Money for Nothing» (Марк Нопфлер, Стинг)
11. «Brothers in Arms»
12. «Solid Rock»
13. «Local Hero — Wild Theme»

## Участники записи
- Марк Нопфлер — вокал, гитара
- Джон Иллсли — бас, бэк-вокал
- Алан Кларк — фортепиано, клавишные
- Гай Флетчер — орган, клавишные, бэк-вокал
- Дэнни Каммингс — перкуссия, бэк-вокал
- Пол Франклин — педальная слайд-гитара
- Фил Палмер — ритм-гитара, бэк-вокал
- Крис Уайт — саксофон, флейта, бэк-вокал
- Крис Уиттен — ударные

## Хит-парады
Второй концертный альбом Dire Straits находился в британском чарте в течение семи недель.

### Альбом
| Год  | Хит-парад                    | Высшая позиция |
| ---- | ---------------------------- | -------------- |
| 1993 | Austrian Albums Chart        | 1              |
| 1993 | Dutch Albums Chart           | 2              |
| 1993 | Italian Albums Chart         | 3              |
| 1993 | UK Albums Chart              | 4              |
| 1993 | Australian ARIA Albums Chart | 5              |
| 1993 | Norwegian Albums Chart       | 5              |
| 1993 | Swiss Albums Chart           | 5              |
| 1993 | French Albums Chart          | 1              |
| 1993 | Swedish Albums Chart         | 14             |
| 1993 | U.S. Billboard 200           | 116            |